# Coelorinchus hoangi
Coelorinchus hoangi és una espècie de peix de la família dels macrúrids i de l'ordre dels gadiformes.

## Morfologia
- Els mascles poden assolir 35 cm de llargària total.[4][5]

## Hàbitat
És un peix bentopelàgic i marí d'aigües subtropicals que viu entre 480-700 m de fondària.

## Distribució geogràfica
Es troba a Austràlia Occidental.